# 예천남부초등학교 신당분교
예천남부초등학교 신당분교는 대한민국 경상북도 예천군 호명면 내신2길 293 (내신리)에 있었던 초등학교다.

## 연혁
- 1949년 10월 31일 호명서부국민학교 개교
- 1953년 5월 19일 신당국민학교 개칭
- 1996년 3월 1일 신당초등학교로 개칭
- 1999년 3월 1일 예천남부초등학교 신당분교장
- 2008년 3월 1일 폐교